# Earlville (Illinois)
Earlville je grad u američkoj saveznoj državi Ilinois. Prema popisu stanovništva iz 2010. u njemu je živjelo 1.701 stanovnika.